# Diphascon rivulare
Diphascon rivulare är en djurart som tillhör fylumet trögkrypare, och som först beskrevs av Mihelcic 1967.  Diphascon rivulare ingår i släktet Diphascon och familjen Hypsibiidae. Inga underarter finns listade i Catalogue of Life.